# Petre P. Carp
Petre P. Carp (1837-1919) polític conservador romanès i crític literari que va servir com a Primer Ministre de Romania en dos períodes al començament del segle XX.

## Primers anys
Va néixer a Iaşi, Moldàvia, en una família de boiars (era fill de stolnic moldau), Carp va ser enviat aviat a estudiar a l'estranger, completant els estudis secundaris a Berlín, i ingressant a la facultat de Lleis i Ciència Política de la Universitat de Bonn el 1858.
En 1862, va tornar a Moldàvia, que s'havia unit a Valàquia sota el govern de Alexandru Ioan Cuza, i, juntament amb Titu Maiorescu, Vasile Pogor, Theodor Rosetti i Iacob Negruzzi, va fundar la influent societat literària Junimea (les primeres reunions de la qual es van celebrar en el període 1863-1864).

## Carrera
Al costat de Maiorescu, Carp va ser la figura principal de Junimea ("Joventut") durant les dècades següents, encara que la seva producció literària va ser relativament menor. Va intervenir en debats amb els representants d'altres tendències culturals, en particular criticant l'estil de Bogdan Petriceicu-Hasdeu per romàntic i per les seves preferències polítiques. Carp i els altres membres de la societat van controlar el Partit Conservador entre 1888 i 1917.
Carp va exercir càrrecs administratius relativament destacats en el gabinet conservador de Nicolae Creţulescu, i es va unir a l'aliança de conservadors i liberals contra Cuza que va desembocar en el cop d'estat del 22 de febrer de 1866 que el va enderrocar. Va ser un dels secretaris del govern provisional que es va formar immediatament després dels esdeveniments, i després va servir com a representant diplomàtic de Romania a l'Imperi Austrohongarès, l'Imperi alemany, i més tard a Itàlia, durant els primers anys del regnat de Carol I.